# Bognár Gyula (főszolgabíró)
Bognár Gyula, született Biricsics Gyula János (Siklós, 1884. április 6. – ?, 20. század) főszolgabíró, országgyűlési képviselő.

## Élete
1884-ben született Siklóson, Biricsics Gyula és Darázsy Ida római katolikus szülők gyermekeként. Középiskolai tanulmányainak befejezését követően a budapesti tudományegyetemen tanult tovább, ahol államtudományi államvizsgát tett, majd közigazgatási pályára lépett. Aktív éveiben Baranya vármegye igazgatásában töltött be különböző pozíciókat, pályája csúcsán főszolgabíró volt. Már ez utóbbi posztjáról való nyugdíjazását követően nyert el parlamenti képviselői mandátumot az 1939-as országgyűlési választáson, a Magyar Élet Pártja jelöltjeként, a szentlőrinci választókerületben. Tagja volt a pécsvidéki Stefánia fiókszövetségnek és a Pécsi Katolikus Kör választmányának. 1954. november 27-én házasságot kötött Réder Máriával.